# Madden NFL

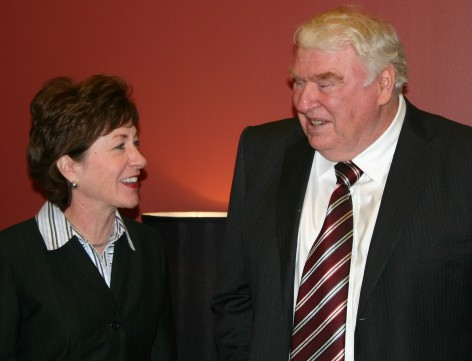
Madden (a la dcha) que da nombre a la franquicia de videojuegos, junto a Susan Collins.

Madden NFL es una saga de videojuegos de fútbol americano desarrollada por Electronic Arts Tiburon y distribuida por EA Sports. Su nombre hace honor a John Madden, comentarista de NBC Sports y ganador del Super Bowl como entrenador de los Oakland Raiders en 1977.
Este es uno de los primeros títulos de deportes en videojuegos, y lógicamente uno de los más populares de la historia.
Siendo lanzado para los sistemas Commodore 64 y Commodore 128, así como para Apple II y DOS en el año de 1988, EASports se topó con el grave problema de no conseguir la licencia para poder utilizar los nombres de las franquicias y de los jugadores, teniendo que adaptar su juego con nombres e imitaciones realizadas por los desarrolladores del juego.
En 1990, cambia la perspectiva de juego, utilizando una cámara aérea que permite a los jugadores tener una mayor amplitud del terreno de juego, y así entenderlo mejor, aunque por la falta de licencias, los nombres de los jugadores seguían sin aparecer y eran sustituidos por frases como "jugador # 2".
En el '94, la versión que apareció para Super Nintendo y Mega Drive, por fin fue licenciada al 100% por la NFL incluyendo juegos de temporada regular, playoffs, superbowl y más de 80 equipos, cambiando así el nombre de la serie de "John Madden, Football" a "Madden NFL '94", ahora utilizando el logotipo característico de NFL en portada y también, el nombre de equipos y jugadores reales.
En el '97, Madden NFL aparece el primer título de la serie para consolas de 32 bits, dándole un realismo impresionante para los gráficos de la era. La serie se preparaba para los cambios en la era de los videojuegos.
En la versión del 2005 para Xbox 360, GameCube, PlayStation 2, PC y GameBoy Advance, recibió la peor calificación de una década, pues carecía de mejoras notables, y a decir de muchos aficionados al título, el modo de juego "manager" resultaba aburrido.
Sin embargo, la jugabilidad en el modo en línea para Xbox 360 mediante el sistema Xbox Live, resultó impecable.
La versión para PlayStation 2 de Madden NFL 07 fue el videojuego de mayor venta en Estados Unidos durante el año 2006, con 2,8 millones de copias vendidas.
En el 2008 y 2009 se editaron Madden NFL 08 En Español y Madden NFL 09 En Español, respectivamente, versiones del juego con narración por Álvaro Martín, cronista de Monday Night Football.

## Series Madden
| Título                      | Año  | PC      | 4ª gen           | 5ª gen     | 6ª gen         | 7ª gen             | 8ª gen         | Portátiles                                                       | Otras plataformas    | En la portada |
| --------------------------- | ---- | ------- | ---------------- | ---------- | -------------- | ------------------ | -------------- | ---------------------------------------------------------------- | -------------------- | --- |
| John Madden Football (1988) | 1988 | MS-DOS  |                  |            |                |                    |                |                                                                  | C=64/C=128, Apple II | John Madden |
| John Madden Football (1990) | 1990 |         | Mega Drive, SNES |            |                |                    |                |                                                                  | Amiga                | John Madden |
| John Madden Football II     | 1991 | MS-DOS  |                  |            |                |                    |                |                                                                  |                      | John Madden |
| John Madden Football '92    | 1991 |         | Mega Drive       |            |                |                    |                |                                                                  |                      | John Madden |
| John Madden Football '93    | 1992 |         | Mega Drive, SNES |            |                |                    |                |                                                                  |                      | John Madden |
| Madden NFL '94              | 1993 |         | Mega Drive, SNES |            |                |                    |                |                                                                  |                      | John Madden |
| John Madden Football        | 1994 |         |                  | 3DO        |                |                    |                |                                                                  |                      | John Madden |
| Madden NFL '95              | 1994 |         | Mega Drive, SNES |            |                |                    |                | Game Boy, Sega Game Gear, TV game                                |                      | John Madden con Erik Williams de los Dallas Cowboys y Karl Wilson de los San Francisco 49ers                                                          |
| Madden NFL '96              | 1995 | Windows | Mega Drive, SNES |            |                |                    |                | Game Boy, Game Gear                                              |                      | John Madden |
| Madden NFL 97               | 1996 | Windows | Mega Drive, SNES | PS, Saturn |                |                    |                | Game Boy                                                         |                      | John Madden |
| Madden Football 64          | 1997 |         |                  | N64        |                |                    |                |                                                                  |                      | John Madden |
| Madden NFL 98               | 1997 | Windows | Mega Drive, SNES | PS, Saturn |                |                    |                |                                                                  |                      | John Madden |
| Madden NFL 99               | 1998 | Windows |                  | PS, N64    |                |                    |                |                                                                  |                      | John Madden / Garrison Hearst de los San Francisco 49ers (PAL version)                                                                                |
| Madden NFL 2000             | 1999 | Windows |                  | PS, N64    |                |                    |                | Game Boy Color                                                   | Macintosh            | John Madden con Barry Sanders de los Detroit Lions / Dorsey Levens de los Green Bay Packers (European PAL version)                                    |
| Madden NFL 2001             | 2000 | Windows |                  | PS, N64    | PS2            |                    |                | Game Boy Color                                                   |                      | Eddie George de los Tennessee Titans |
| Madden NFL 2002             | 2001 | Windows |                  | PS, N64    | PS2, NGC, Xbox |                    |                | Game Boy Color, Game Boy Advance                                 |                      | Daunte Culpepper de los Minnesota Vikings |
| Madden NFL 2003             | 2002 | Windows |                  | PS         | PS2, NGC, Xbox |                    |                | Game Boy Advance                                                 |                      | Marshall Faulk de los St. Louis Rams |
| Madden NFL 2004             | 2003 | Windows |                  | PS         | PS2, NGC, Xbox |                    |                | Game Boy Advance                                                 |                      | Michael Vick de los Atlanta Falcons |
| Madden NFL 2005             | 2004 | Windows |                  | PS         | PS2, NGC, Xbox |                    |                | Game Boy Advance, Nintendo DS, Tapwave Zodiac                    |                      | Ray Lewis de los Baltimore Ravens |
| Madden NFL 06               | 2005 | Windows |                  |            | PS2, NGC, Xbox | Xbox 360           |                | Game Boy Advance, Nintendo DS, PSP, Windows Mobile, Mobile phone |                      | Donovan McNabb de los Philadelphia Eagles |
| Madden NFL 07               | 2006 | Windows |                  |            | PS2, NGC, Xbox | Xbox 360, PS3, Wii |                | Game Boy Advance, Nintendo DS, PSP                               |                      | Shaun Alexander de los Seattle Seahawks |
| Madden NFL 08               | 2007 | Windows |                  |            | PS2, NGC, Xbox | Xbox 360, PS3, Wii |                | Nintendo DS, PSP                                                 | Mac OS X             | Vince Young de los Tennessee Titans / Luis Castillo de los San Diego Chargers (Spanish language version)                                              |
| Madden NFL 09               | 2008 |         |                  |            | PS2, Xbox      | Xbox 360, PS3, Wii |                | Nintendo DS, PSP                                                 |                      | Brett Favre de los Green Bay Packers / Brett Favre de los New York Jets (alternativa) / Roberto Garza de los Chicago Bears (Spanish language version) |
| Madden NFL 10               | 2009 |         |                  |            | PS2            | Xbox 360, PS3, Wii |                | PSP, iOS                                                         |                      | Troy Polamalu de los Pittsburgh Steelers y Larry Fitzgerald de los Arizona Cardinals                                                                  |
| Madden NFL 11               | 2010 |         |                  |            | PS2            | Xbox 360, PS3, Wii |                | PSP, iOS                                                         |                      | Drew Brees de los New Orleans Saints |
| Madden NFL Football         | 2011 |         |                  |            |                |                    |                | 3DS                                                              |                      | Madden NFL Football logo |
| Madden NFL 12               | 2011 |         |                  |            | PS2            | Xbox 360, PS3, Wii |                | PSP, iOS, Android, BlackBerry Playbook                           |                      | Peyton Hillis de los Cleveland Browns |
| Madden NFL 13               | 2012 |         |                  |            |                | Xbox 360, PS3, Wii | Wii U          | PS Vita, iOS, Android                                            |                      | Calvin Johnson de los Detroit Lions |
| Madden NFL 25               | 2013 |         |                  |            |                | Xbox 360, PS3      | Xbox One, PS4  |                                                                  |                      | Barry Sanders de los Detroit Lions y Adrian Peterson de los Minnesota Vikings                                                                         |
| Madden NFL 15               | 2014 |         |                  |            |                | Xbox 360, PS3      | Xbox One, PS4  |                                                                  |                      | Richard Sherman de los Seattle Seahawks |
| Madden NFL 16               | 2015 |         |                  |            |                | Xbox 360, PS3      | Xbox One, PS4  |                                                                  |                      | Odell Beckham Jr. de los New York Giants |
| Madden NFL 17               | 2016 |         |                  |            |                | Xbox 360, PS3      | Xbox One, PS4  |                                                                  |                      | Rob Gronkowski de los New England Patriots |
| Madden NFL 18               | 2017 |         |                  |            |                | Xbox 360, PS3      | Xbox One , PS4 |                                                                  |                      | Tom Brady de los New England Patriots |
| Madden NFL 19               | 2018 | Windows |                  |            |                |                    | Xbox One, PS4  |                                                                  |                      | Antonio Brown de los Pittsburgh Steelers Terrell Owens de los Dallas Cowboys para la Hall of Fame Edition                                             |
| Madden NFL 20               | 2019 | Windows |                  |            |                |                    | Xbox One, PS4  |                                                                  |                      | Patrick Mahomes de los Kansas City Chiefs |
| Madden NFL 21               | 2020 | Windows |                  |            |                |                    | Xbox One, PS4  |                                                                  | Stadia               | Lamar Jackson de los Baltimore Ravens |

## Bandas Sonoras
Muchos artistas y grupos tienen música en Madden NFL. Los artistas y grupos incluyen Good Charlotte, Yellowcard, Green Day, Foo Fighters o Lupe Fiasco.